# Willys Aero
 (juin 2023).
La mise en forme du texte ne suit pas les recommandations de Wikipédia : il faut le « wikifier ».
Les points d'amélioration suivants sont les cas les plus fréquents. Le détail des points à revoir est peut-être précisé sur la page de discussion.
- Les titres sont pré-formatés par le logiciel. Ils ne sont ni en capitales, ni en gras.
- Le texte ne doit pas être écrit en capitales (les noms de famille non plus), ni en gras, ni en italique, ni en « petit »…
- Le gras n'est utilisé que pour surligner le titre de l'article dans l'introduction, une seule fois.
- L'italique est rarement utilisé : mots en langue étrangère, titres d'œuvres, noms de bateaux, etc.
- Les citations ne sont pas en italique mais en corps de texte normal. Elles sont entourées par des guillemets français : « et ».
- Les listes à puces sont à éviter, des paragraphes rédigés étant largement préférés. Les tableaux sont à réserver à la présentation de données structurées (résultats, etc.).
- Les appels de note de bas de page (petits chiffres en exposant, introduits par l'outil «  Source ») sont à placer entre la fin de phrase et le point final[comme ça].
- Les liens internes (vers d'autres articles de Wikipédia) sont à choisir avec parcimonie. Créez des liens vers des articles approfondissant le sujet. Les termes génériques sans rapport avec le sujet sont à éviter, ainsi que les répétitions de liens vers un même terme.
- Les liens externes sont à placer uniquement dans une section « Liens externes », à la fin de l'article. Ces liens sont à choisir avec parcimonie suivant les règles définies. Si un lien sert de source à l'article, son insertion dans le texte est à faire par les notes de bas de page.
- La présentation des références doit suivre les conventions bibliographiques. Il est recommandé d'utiliser les modèles {{Ouvrage}}, {{Chapitre}}, {{Article}}, {{Lien web}} et/ou {{Bibliographie}}. Le mode d'édition visuel peut mettre en forme automatiquement les références.
- Insérer une infobox (cadre d'informations à droite) n'est pas obligatoire pour parachever la mise en page.

Pour une aide détaillée, merci de consulter Aide:Wikification.
Si vous pensez que ces points ont été résolus, vous pouvez retirer ce bandeau et améliorer la mise en forme d'un autre article.
La Willys Aero était une gamme de voitures particulières fabriquées aux États-Unis par la firme Willys-Overland, plus tard par Kaiser-Willys Corporation de 1952 à 1955. Sa fabrication a été transférée au Brésil où elle a été produite de 1960 à 1971.
Elle a été la première série de voitures conçue et fabriquée par Willys-Overland Motors après la Seconde Guerre mondiale, lancée en 1952.

## Histoire
La Willys Aero a été conçue par Clyde Paton, ancien ingénieur de Packard Motor Car Company, et le design de la carrosserie par Philip Wright.
Pendant toute la période de fabrication de 1952 à 1955 aux États-Unis, les voitures ont été produites avec différents niveaux de finition et des carrosseries à deux et quatre portes.

### Les différents modèles

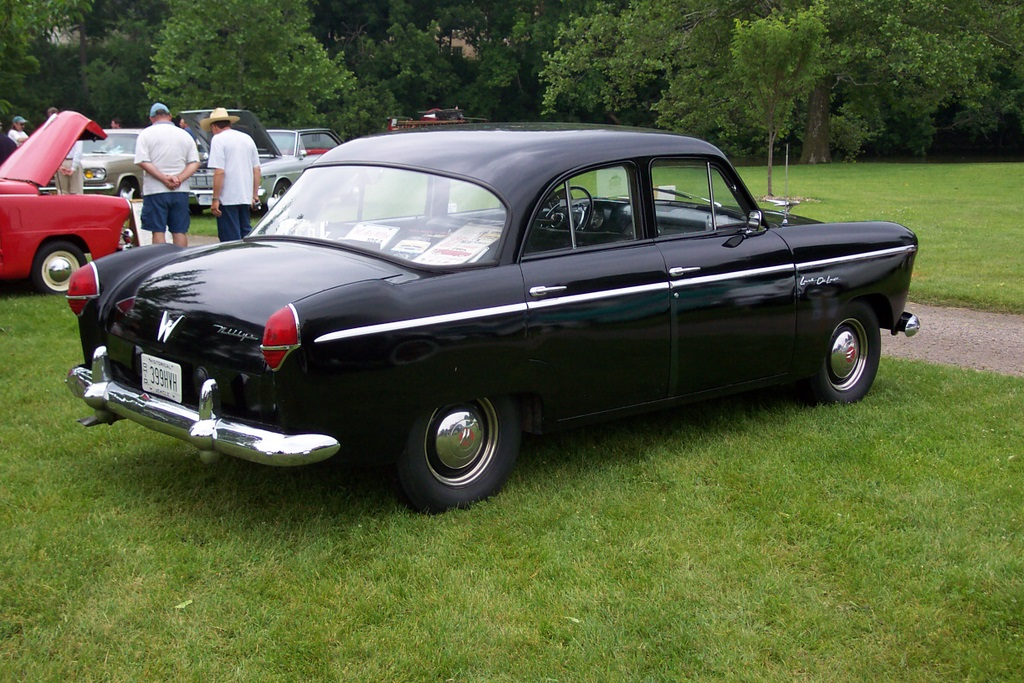
Willys Aero Lark DeLuxe.

#### Willys Aero Lark
L'Aero Lark était le modèle de base de la gamme. Elle a été proposée en 1952 en tant que berline à deux portes et cinq places. Son moteur à soupapes latérales développait 75 ch (55 kW) à 4000 tr/min.
La berline quatre portes est apparue en 1953. En 1954, la puissance du moteur a été portée  à 90 ch (66 kW) à 4200 tr/min grâce à un taux de compression plus élevé (7,6: 1 au lieu de 6,9: 1).

#### Willys Aero Heavy Duty
L'Aero Heavy Duty était une Aero Lark à quatre portes qui n'a été commercialisée qu'en 1953 en 186 exemplaires.

#### Willys Aéro Wing
L'Aero Wing était une Aero Lark avec un niveau de finition luxueux. Outre une peinture bicolore et des croix[Quoi ?] de pare-chocs, cette berline à deux portes n'a été commercialisée qu'en 1952 équipée d'un moteur d'une puissance de 90 ch (66 kW) à 4200 tr/min.

#### Willys Aéro Falcon
L'Aero Falcon Super DeLuxe a remplacé l'Aero Wing en 1953. Le régime moteur est passé à 4.400 tr/min avec la même puissance nominale de 90 ch. Elle était proposée en version berline 2 ou 4 portes uniquement durant l'année 1953.

#### Willys Aero Ace
Ce modèle est une voiture personnalisée car il bénéficie d'une carrosserie et d'une mécanique différentes du modèle original.
L' Aero Ace de 1952 avait le meilleur équipement de toutes les berlines. Elle disposait d'un habillage intérieur très luxueux.
Comme les autres modèles, en 1953, il y avait une version à deux et à quatre portes. Les voitures ont également reçu le moteur à soupapes latérales de l'Aero Falcon avec les mêmes performances. Pour la première fois, en 1953, l'Aero Ace offrait un pare-brise monobloc (il était en deux parties sur les autres modèles) et une lunette arrière panoramique .
En 1954, l'Aero Ace Deluxe 226 a été ajoutée aux modèles Aero Ace. Kaiser Motors, qui avait racheté Willys-Overland en 1953, a fourni un nouveau moteur à double carburateur à soupapes latérales de 3 703 cm3 développant 115 ch (85 kW) à 3650 tr/min. La voiture a atteint une vitesse de pointe de 136 km/h. Certains modèles ont également été équipés d'un turbocompresseur à titre expérimental et ont atteint une puissance de 140 ch (103 kW).
En 1955, le nom Aero a été abandonné et la voiture s'appelait uniquement Ace. La berline à deux portes et le moteur Willys six cylindres de 90 ch ont également été abandonnés, seul le moteur Kaiser de 115 ch était disponible. Avec la peinture bicolore, non seulement le toit, mais aussi le capot, le couvercle du coffre et toutes les pièces au-dessus de la ligne latérale basculant vers le bas dans la zone des portes arrière ont été conservés dans la couleur supplémentaire.

#### Willys Aéro Aigle
L'Aero Eagle était la version coupé à toit rigide de la série Aero. La technologie et l'équipement correspondaient à l'Aero Ace. Ce modèle haut de gamme a également bénéficié des modifications techniques et stylistiques de l'Aero Ace de 1953 et 1954, y compris le nouveau moteur Kaiser.

#### Willys Bermuda
En 1955, le Bermuda a remplacé l'Aero Eagle. Les modifications extérieures par rapport à son prédécesseur correspondaient à celles de l'Ace par rapport à l'Aero Ace.

### Série personnalisée
En 1955, les berlines à deux et quatre portes ont été proposées comme successeurs des modèles Aero Ace 226 de l'année précédente avec un équipement plus simple.

### Production[1]
| Modèle              | Année de fabrication | Berline 2p | Berline 4p | Coupé 2p | Production par modèle | Production annuelle |
| ------------------- | -------------------- | ---------- | ---------- | -------- | --------------------- | ------------------- |
| Aero Lark 652       | 1952                 | 7.474      | 0          | 0        | 7.474                 |                     |
| Aero Wing 652       | 1952                 | 12.819     | 0          | 0        | 12.819                |                     |
| Aero Ace 652        | 1952                 | 8.706      | 0          | 0        | 8.706                 |                     |
| Aero Eagle 652      | 1952                 | 0          | 0          | 2.364    | 2.364                 | 31.363              |
| Aero Lark 675       | 1953                 | 8.205      | 7.691      | 0        | 15.896                |                     |
| Aero Heavy Duty 675 | 1953                 | 0          | 186        | 0        | 186                   |                     |
| Aero Falcon 675     | 1953                 | 3.054      | 3.116      | 0        | 6.170                 |                     |
| Aero Ace 685        | 1953                 | 4.958      | 7.475      | 0        | 12.433                |                     |
| Aero Eagle 685      | 1953                 | 0          | 0          | 7.018    | 7.018                 | 41.703              |
| Aero Lark 654       | 1954                 | 1.482      | 1.370      | 0        | 2.852                 |                     |
| Aero Ace 654        | 1954                 | 1.380      | 1.195      | 0        | 2.575                 |                     |
| Aero Ace 6-226      | 1954                 | 611        | 586        | 0        | 1.197                 |                     |
| Aero Eagle 654      | 1954                 | 0          | 0          | 84       | 84                    |                     |
| Aero Eagle 6-226    | 1954                 | 0          | 0          | 1.159    | 1.159                 | 7.867               |
| Custom 6-226        | 1955                 | 288        | 2.882      | 0        | 3.170                 |                     |
| Ace 6-226           | 1955                 | 0          | 659        | 0        | 659                   |                     |
| Bermuda 6-226       | 1955                 | 0          | 0          | 2.156    | 2.156                 | 5.985               |
| Total               | 1952–1955            | 48.977     | 25.160     | 12.781   | 86.918                | 86.918              |

## Histoire
La Willys Aero a connu une deuxième carrière très florissante au Brésil. Après l'arrêt de la production aux États-Unis en 1955, tout l'outillage a été conservé. En 1953, peu avant son rachat par Kaiser Motors, Willys-Overland USA avait constitué une société indépendante au Brésil, Willys-Overland do Brasil. À la fin des années 1950, une nouvelle utilisation est trouvée au Brésil, où le gouvernement faisait de gros efforts pour créer une industrie automobile nationale.
En mars 1960, la version brésilienne de la Willys Aero est lancée, qui correspondait en grande partie au modèle américain de 1955. Elle n'était disponible qu'en version berline quatre portes équipée du célèbre moteur Willys six cylindres de 2,6 litres développant 90 ch (66 kW).
À l'automne 1962, la voiture est entièrement révisée. Elle reçoit une nouvelle carrosserie et la puissance du moteur passe à 110 ch (81 kW).
En 1966, deux modèles sont ajoutés à la gamme : l'Itamaraty, version de luxe de l'Aero Willys 2600 et l'Executivo, version longue principalement destinée au gouvernement brésilien qui souhaitait un véhicule représentatif de la production nationale. En 1967, elle est équipée d'un nouveau moteur d'une cylindrée de 3,0 litres développant une puissance de 132 ch SAE (97 kW).
La même année, Willys-Overland do Brasil est racheté par Ford. L'Aero Willys va être produite jusqu'en 1971, date à laquelle elle est remplacée par la version brésilienne du Ford Maverick.
Au total, 116.967 exemplaires ont été fabriqués au Brésil de 1960 à 1971 inclus.

### Evolution du modèle
Une évolution importante de la Willys Aero voit le jour en 1963. L'Aéro 63 est considérée comme la première voiture entièrement conçue et construite au Brésil. Les modifications ont été menées dans le cadre du "projet 213" et le nouveau modèle a été baptisé "Aero 2600". L'Aero 2600 reprenait le châssis, le capot, le coffre et les portes de l'ancienne Willys Aero. À l'exception du coffre, tous les autres éléments de carrosserie de l'Aero 2600 ont été utilisées jusqu'à la fin de la production en 1972.
C'est en 1961 que la direction de Willys-Overland do Brasil prend la décision radicale : l'Aero Willys MY.1963 sera une voiture entièrement nouvelle, avec son propre style, une ligne inédite. La fabrication a débuté en octobre 1962 mais elle a été présentée officiellement au grand public au Salon de l'automobile de Paris, en septembre 62.
L'évolution du modèle s'est poursuivie en 1965 avec un restyling de la partie arrière. Le coffre a été entièrement redessiné.
En 1966, c'est au tour du lancement d'une nouvelle version encore plus luxueuse nommée Itamaraty. Un magazine spécialisé l'avait surnommée "palais sur roues".
- 1960 - Début de la fabrication avec 40% de composants brésiliens, carrosserie identique à l'Aero Agle américaine, moteur brésilien BF161 de 2 600 cm3 développant 90 ch SAE,
- 1962 - Petites retouches extérieures, 100% de composants brésiliens,
- 1963 - Lancement de la Willys Aero 2600, nouveau moteur à 2 carburateurs 110 ch, tableau de bord à 3 cadrans avec habillage en bois dur (palissandre),
- 1965 - Modifications esthétiques avant et arrière (nouveaux feux arrière), boîte de vitesses synchronisée à 4 rapports, alternateur,
- 1966 - Lancement de l'Itamaraty,
- 1967 - Retouches esthétiques de l'Itamaraty - nouvelle calandre, toit en vinyle en option, nouveaux feux arrière, nouvelle finition intérieure, moteur de 3,0 litres 130 ch et lancement de la limousine Executive Itamaraty encore plus luxueuse. La gamme Aero évolue aussi avec un nouveau tableau de bord à 5 cadrans (Odomètre/Vitesse, pression d'huile, ampèremètre et température d(eau), nouveaux feux arrière avec lentilles 3 couleurs (Rouge/Jaune/Blanc), nouveau boitier de direction plus souple et nouvelle sellerie avec cuir en option,
- 1968 - La marque Willys disparaît peu à peu, remplacée par Ford-Willys, retrait de l'Itamaraty Executive de la gamme, Ford ayant la Ford Galaxie 500,
- 1969 - Le logo Willys encore présent sur le volant disparaît,
- 1970 - La Ford Aero est équipée du moteur 3,0 litres de l'Itamaraty. La Ford-Willys Aero s'appelle désormais simplement "Aero",
- 1971 - Ford annonce l'arrêt de production de l'Aero en fin d'année. Ford teste un prototype d'Itamaraty équipé du moteur V8 de 4.5 litres développant 150 ch du Galaxie,
- 1972 - Les derniers exemplaires des Aero et Itamaraty sont vendus par les concessionnaires Ford. La mécanique Willys servira de base au futur Ford Maverick lancé en 1973.

## Willys Itamaraty
La Willys Itamatary était une Willys Aero restylée avec des finitions très luxueuses, équipée d'un moteur 6 cylindres de 3,0 litres développant 140 ch. L'idée était de construire une voiture d'apparat de luxe pour répondre aux besoins des politiciens brésiliens de haut rang.
La différence esthétique se remarque par ses lignes plus tendues, et la finition intérieure comporte des sièges en cuir et un tableau de bord en bois massif de Jacaranda (palissandre).
Le modèle a servi de base à la première limousine nationale, la Willys Itamaraty Executive, qui dispose d'accessoires aux technologies innovantes comme l'enregistreur vocal Sony, l'autoradio avec lecteur de cassettes à cartouches italien Voxon, la climatisation et une petite plaque avec le nom gravé du propriétaire. La banquette arrière peut accueillir 4 personnes avec une console pour ranger un rasoir, un lecteur de cassettes à cartouches, un compartiment pour ranger les cassettes et une commande pour les lumières intérieures.
Mais en 1967, la puissante et moderne Ford Galaxie, dont les ventes vont bon train, marque le début d'une évolution notable du marché, la fabrication de la Ford-Willys Itamaraty n'a plus raison d'être.
En 1969, la Willys Itamaraty est rebaptisée Ford Itamaraty et sa fabrication va se poursuivre jusqu'en 1970 (MY 1971) avant d'être définitivement arrêtée en fin d'année 1971.